# Friedrich August Rosen

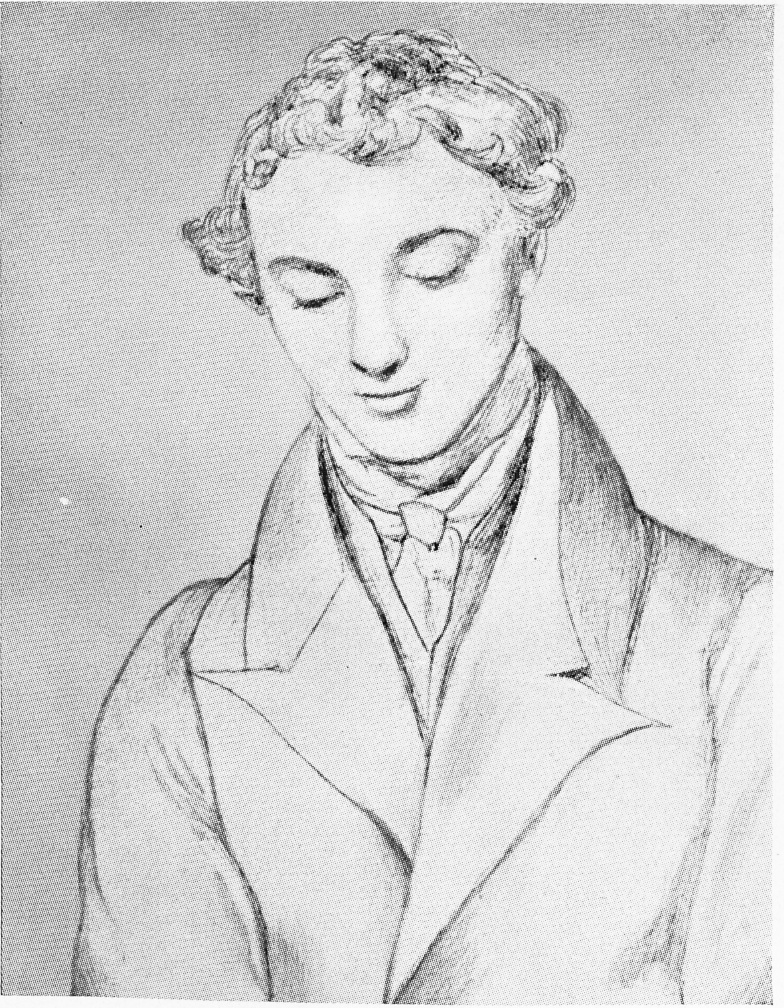
Friedrich August Rosen

Friedrich August Rosen, född 2 september 1805 i Hannover, död 12 september 1837, var en tysk sanskritist, bror till Georg Rosen.
Rosen, som 1828-1831 var professor i österländsk litteratur vid Londons universitet och därefter sekreterare i därvarande "Asiatic Society", förvärvade sig ett ansett namn genom flera arbeten, bland dem Radices sanscritae (1827), The Algebra of Mohammed ben Musa (1831), en omgjord upplaga av Haughtons Dictionary Bengali and Sanscrit Explained in English (1833) samt editionen Rigveda-sanhita (I, 1838). Rosen var medarbetare i "Catalogus codicum manuscriptorum orientalium qui in Museo britannico asservantur. Pars I. codices syriacos et carshanicos amplectens" (1838) samt redigerade den viktiga förteckningen av de av sir Robert Chambers i Indien samlade och nu i Berlin befintliga sanskrithandskrifterna (sedan bearbetade av Albrecht Weber): Catalogue of the Sanskrit Manuscripts, Collected during his Residence in India by the Late Sir Robert Chambers (samma år). Rosen utgav även den berömde Colebrookes samlade smärre skrifter 1837.